# Racing AC (Olavarría)
Racing Athletic Club – argentyński klub piłkarski z siedzibą w mieście Olavarría, leżącym w prowincji Buenos Aires.

## Osiągnięcia
- Mistrz Liga de Fútbol de Olavarría (17): 1927, 1930, 1931, 1932, 1939, 1941, 1952, 1956, 1963, 1968, 1971, 1973, 1976, 1992, 1994, 2000, 2003

## Historia
Racing założony został 16 kwietnia 1916 roku. W sezonie 2005/06 klub spadł z trzeciej ligi (Torneo Argentino A i gra obecnie w czwartej lidze argentyńskiej Torneo Argentino B.